# Hailey Bieber
Hailey Rhode Bieber zd. Baldwin (ur. 22 listopada 1996 w Tucson) – amerykańska celebrytka i modelka.

## Życiorys

### Rodzina i edukacja
Urodziła się 22 listopada 1996 w Tucson w stanie Arizona. Jest córką aktora Stephena Baldwina i Kannyi Deodato Baldwin, która jest Brazylijką pochodzenia włoskiego i portugalskiego. Dziadkiem Hailey ze strony matki jest brazylijski pianista Eumir Deodato.
Przez nastoletnie lata tańczyła taniec klasyczny w American Ballet Theatre w Nowym Jorku.

### Kariera
Kiedy miała dziewięć lat, pojawiła się wraz ze swoją rodziną w telewizyjnym programie dokumentalnym Livin It: Unusual Suspects (2005). W 2009 wraz ze swoim wujem, aktorem Alecem Baldwin, wystąpiła w programie Saturday Night Live. W 2011 wystąpiła w teledysku Cody'ego Simpsona do piosenki „On My Mind”.
Karierę modelki rozpoczęła od podpisania kontraktu z nowojorską agencją modelek Ford Models. Pod skrzydłami tej agencji pojawiła się w czasopismach: „Tatler”, „Love”, „V” czy „i-D”. W 2014 pojawiła się w kampanii reklamowej firmy odzieżowej French Connection, a w październiku tego samego roku zadebiutowała na wybiegu, idąc w pokazie marki Topshop i Soni Rykiel. W styczniu 2015 pojawiła się na okładce amerykańskiego czasopisma „Vogue”, a w marcu – na okładce „Teen Vogue”. W kwietniu 2015 pojawiła się na okładce holenderskiego wydania magazynu „L'Officiel” i amerykańskiego wydania „Wonderland”. 25 października 2015 w Mediolanie współprowadziła rozdanie Europejskich Nagród Muzycznych MTV.
W styczniu 2016 wystąpiła w kampanii Ralpha Laurena i pojawiła się w koreańskim magazynie „Vogue”. W lutym tego samego roku poszła w pokazach marki Tommy Hilfiger, wystąpiła w wiosenno-letnich kampaniach Philippa Pleina i pojawiła się w reklamie marki odzieżowej H&M, która została zaprezentowana podczas Coachella Valley Music and Arts Festival. W marcu 2016 podpisała kontrakt z popularną agencją modelek IMG Models. 19 czerwca 2016 współprowadziła festiwal iHeartRadio MMVAs. W tym samym miesiącu poszła w pokazie dla marki Moschino i pojawiła się w reklamie marki Guess. Również w 2016 we współpracy z marką odziężową The Daily Edited wypuściła kolekcję torebek sygnowaną hasztagiem #theHAILEYedited. W 2017 pojawiła się na okładce hiszpańskiego magazynu „Harper’s Bazaar” i brytyjskiego wydania „Elle”. W 2018 pojawiła się na okładce amerykańskiego magazynu „Elle” i wystąpiła w kampanii Power of Good marki kosmetycznej Shiseido. W 2019 stała się ambasadorką marki Levi Strauss & Co.
15 czerwca 2022 założyła firmę Rhode zajmującą się produkcją kosmetyków do pielęgnacji skóry. 28 marca 2025 marka została przejęta przez przedsiębiorstwo e.l.f. Beauty za miliard dolarów.

## Życie prywatne
W lipcu 2018 zaręczyła się z piosenkarzem Justinem Bieberem, za którego wyszła w listopadzie tego samego roku. Druga ceremonia ślubna odbyła się 30 września 2019 w Karolinie Południowej. 23 sierpnia 2024 urodziła syna, Jacka Bluesa.

### Zdrowie
12 marca 2022 trafiła do szpitala z objawami udaru. Miesiąc później w swoim filmie na YouTube wyjawiła, że cierpi na przemijający atak niedokrwienny spowodowany ubytkiem w przegrodzie międzyprzedsionkowej, ujawniła także, że przeszła operację wady serca. W listopadzie 2022 poinformowała, że choruje na torbiel jajnika.
20 kwietnia 2023 wyjawiła, że jej stan psychiczny uległ pogorszeniu.

## Filmografia

### Telewizja
| Rok       | Tytuł                         | Źr.    |
| --------- | ----------------------------- | ------ |
| 2005      | Livin It: Unusual Suspects    | [ 46 ] |
| 2009      | Saturday Night Live           | [ 47 ] |
| 2017–2019 | Drop the Mic                  | [ 48 ] |
| 2018      | 2018 iHeartRadio Music Awards | [ 49 ] |
| 2021      | Dave                          | [ 50 ] |
| 2023      | A Very Demi Holiday Special   | [ 51 ] |

## Nagrody i nominacje
| Rok  | Konkurs            | Kategoria             | Rezultat  | Źr.    |
| ---- | ------------------ | --------------------- | --------- | ------ |
| 2016 | Teen Choice Awards | Choice Female Hottie  | Nominacja | [ 52 ] |
| 2016 | Teen Choice Awards | Choice Model          | Nominacja | [ 52 ] |
| 2017 | Teen Choice Awards | Choice Model          | Nominacja | [ 53 ] |
| 2018 | Teen Choice Awards | Choice TV Personality | Nominacja | [ 54 ] |
| 2018 | Teen Choice Awards | Choice Female Hottie  | Nominacja | [ 54 ] |